# August Gottfried Ritter

August Gottfried Ritter

August Gottfried Ritter (* 25. August 1811 in Erfurt; † 26. August 1885 in Magdeburg) war ein deutscher Komponist, Organist und Musikwissenschaftler.

## Leben
Ritter erhielt bereits in frühen Jahren Klavier- und Violinunterricht vom Organisten der Augustinerkirche, Andreas Ketschau. Einer seiner Förderer war zudem Michael Gotthard Fischer. Ritter besuchte die Augustiner-Vorschule, das Ratsgymnasium und schließlich ab 1828 das Lehrerseminar in Erfurt.
Am 1. Januar 1831 wurde er Organist an der Erfurter Andreaskirche; im gleichen Jahr auch Lehrer an der Augustiner- und Andreasschule. 1832 und 1833 besuchte er allwöchentlich den Klavier- und Improvisationsunterricht bei Johann Nepomuk Hummel in Weimar.
1834 wurde ihm durch ein ministerielles Stipendium für ein halbes Jahr und danach noch für einige kürzere Zeiträume ermöglicht, in Berlin Unterricht zu nehmen bei Ludwig Berger (Klavier und Komposition), dem Sing-Akademie-Direktor Carl Friedrich Rungenhagen (Dirigieren) und August Wilhelm Bach (Orgel). In Berlin hatte er auch Umgang mit dem Musikhistoriker Carl von Winterfeld und dem Musikaliensammler Georg Poelchau.
Ab 1835 wirkte er wieder in Erfurt als Organist an der Andreaskirche und als Lehrer an unterschiedlichen Schulen. 1837 gründete er die aufsehenerregenden Soireen.
Seit 1839 Organist an der Erfurter Kaufmannskirche, ging Ritter 1844 nach als Domorganist nach Merseburg und drei Jahre später an den Magdeburger Dom, wo er bis zum Tod wirkte. Dort wurde er zum Orgelrevisor und Orgelsachverständigen des königlichen Regierungsbezirkes Magdeburg ernannt und ließ ab 1856 die damals größte Orgel Preußens im Dom errichten. Auch weitere Orgeln in Magdeburg ließ er neu bauen oder restaurieren.
Ritter trat als Herausgeber von Orgelmusik in Erscheinung.
1845, nach anderen Angaben 1856 erhielt er den Titel „Königlicher Musikdirektor“ und wurde 1879 oder 1880 zum Professor ernannt. Seine vermögende Frau ermöglichte ihm intensive Studien zur Geschichte des Orgelspiels und die Anschaffung einer Büchersammlung, was zur Herausgabe seines Buches „Zur Geschichte des Orgelspiels, vornehmlich des deutschen, im 14. bis zum Anfange des 18. Jahrhunderts“ führte. Die Finanzkrise 1873/74 kostete ihm sein Vermögen, was ihn psychisch und körperlich stark abbauen ließ. Seine zahlreichen weiteren Arbeiten zur Geschichte der Orgelmusik ließen ihn zu einem der Begründer der Musikwissenschaft werden. Auch als Komponist schuf er wichtige Werke, vor allem auf dem Gebiet der Orgelmusik.

## Werke

### Kompositionen
- op. 7: Sechs Choralvorspiele (Trios)
- op. 8: Drei große Choralvorspiele
- op. 9: Drei große Choralvorspiele
- op. 11: 1. Orgelsonate d-Moll (ca. 1845)
- op. 15: Praktische Orgelschule, en detail: Die Orgel und das Orgelspiel, der Kunst des Orgelspiels erster Theil von A. G. Ritter. 8., umgearbeitete Auflage. Leipzig, G. W. Körner’s Verlag. 1877 (VIII, 66 Seiten); Praktischer Lehr-Cursus im Orgelspiel, der „Kunst des Orgelspiels“ zweiter Theil von A. G. Ritter. 9. Auflage. Leipzig, G. W. Körner’s Verlag. 1877 (II, 119 Seiten)
- op. 19: 2. Orgelsonate e-Moll (ca. 1850)
- op. 21: 2. Klaviersonate
- op. 23: 3. Orgelsonate a-Moll (ca. 1855), Franz Liszt gewidmet
- op. 31: 4. Orgelsonate A-Dur (ca. 1855)
- o.op: Sinfonia concertante für zwei Fagotte und Orchester
- Toccata in d-moll

### Schriften
- Kunst des Orgelspiels (3. Auflage 1846)[1]
- Zur Geschichte des Orgelspiels, vornehmlich des deutschen, im 14. bis zum Anfange des 18. Jahrhunderts, 2 Bände, Leipzig 1884.